# Les Castafiores
Pour les articles homonymes, voir Castafiore.
 (décembre 2010).
Si vous disposez d'ouvrages ou d'articles de référence ou si vous connaissez des sites web de qualité traitant du thème abordé ici, merci de compléter l'article en donnant les références utiles à sa vérifiabilité et en les liant à la section « Notes et références ».
Les Castafiores est un groupe de musiciens originaire de Carcassonne formé de M. Guitare (Benoît Boudes), M. Accordéon (Nicolas Boudes) et M. Batterie (Benoît Dietrich).

## Biographie
Les Castafiores rallient les générations de la guitare électrique punk-rock et de l’accordéon musette, sur des rythmes festifs.
Sur scène depuis 2000, ils ont vendu 20 000 disques et donné près de 1 000 concerts à travers la France et l’étranger.
Les Castafiores sont en tournée depuis mars 2010 avec un nouveau spectacle life is live.
Leur reprise de Mourir sur scène de Dalida figure sur l'album CD consacré à la chanteuse et paru en avril 2012.
Face aux nombreuses critiques dénonçant le fait qu'ils n'ont jamais composé un seul morceau, les Castafiores ont annoncé à la presse du monde entier qu'ils devraient 
sortir un double album de compositions originales fin 2013.

## Discographie

### Singles
- Boys Boys Boys (reprise de Sabrina) (3:18), single ou figure aussi Ca va déchirer, reprise de I Gotta Feeling des Black Eyed Peas) (1:58)
- Paris s'éveille (reprise de Jacques Dutronc) (2:49), et en "face B" : Profite du silence (version française de Enjoy The Silence de Depeche Mode (3:28)

### Participations
Les Castafiores (featuring Les Croquants) - Mourir sur scène, sur la compilation Ils chantent Dalida.